# Roland Varga (lekkoatleta)
Roland Varga (ur. 22 października 1977) – węgierski lekkoatleta, dyskobol. Od sierpnia 2008 jest obywatelem Chorwacji, a rok później nabył prawo do reprezentowania tego kraju w międzynarodowych zawodach.
Podczas, przeprowadzonego 22 lipca 2006, badania antydopingowego wykryto u niego niedozwolony środek – Boldenon. Wyniki zawodnika uzyskane od dnia testu zostały anulowane, została również nałożona na niego kara dwuletniej dyskwalifikacji (od 18 IX 2006 do 17 IX 2008).

## Najważniejsze osiągnięcia
- srebrny medal mistrzostw świata juniorów (Sydney 1996)
- srebro młodzieżowych mistrzostw Europy (Göteborg 1999)
- 7. miejsce podczas mistrzostw świata (Edmonton 2001)
- 36. lokata na igrzyskach olimpijskich (Londyn 2012)

Reprezentant Węgier w zawodach pucharu Europy oraz Chorwacji w drużynowych mistrzostwach Europy. Medalista mistrzostw Węgier i Chorwacji.

## Rekordy życiowe
- Rzut dyskiem – 67,38 (2002)

Varga jest byłym rekordzistą Chorwacji w tej konkurencji (67,20 w 2010)